# Francis Peabody Magoun
Francis Peabody Magoun (ur. 6 stycznia 1895 w Nowym Jorku, zm. 5 czerwca 1979 w Cambridge w stanie Massachusetts) – amerykański porucznik Royal Flying Corps, as myśliwski No. 1 Squadron RAF. Profesor literatury na Harvard University.

## Życiorys
Francis Magoun urodził się w Nowym Jorku. pochodził z dobrze sytuowanej rodziny. Ukończył prywatną szkołę Noble and Greenough School w Dedham, Massachusetts, a następnie ukończył studia i uzyskał bachelor's degree na Uniwersytecie Harvard.
W lutym 1916 roku na ochotnika zgłosił się do American Field Service gdzie jako kierowca ambulansu służył we Francji w okresie marzec - sierpień 1916. Po krótkim pobycie w Stanach Zjednoczonych udał się do Londynu, gdzie zaciągnął się do RFC. Po przejściu szkolenia w Oxfordzie został skierowany do szkoły lotniczej znajdującej się na tyłach linii frontu. 4 lipca 1917 roku został mianowany podporucznikiem, a 15 listopada przydzielony do No. 1 Squadron RAF.
Pierwsze zwycięstwo powietrzne odniósł 28 lutego 1918 roku. Było to zwycięstwo nad samolotem Albatros D.V w okolicach Gheluvelt, odniesione zostało wspólnie z Williamem Patrickiem. 28 marca odniósł podwójne zwycięstwo, a 1 kwietnia został promowany na porucznika. 10 dni później w czasie ataku na kolumnę nieprzyjaciela został ranny. Za ten czyn został odznaczony Military Cross. Powrócił do jednostki dopiero w październiku 1918 roku. 28 tego miesiąca odniósł swoje piąte i ostatnie zwycięstwo. Po zakończeniu wojny powrócił do Wielkiej Brytanii i został przeniesiony do cywila 12 czerwca 1919 roku.

## Okres powojenny
Po powrocie do Stanów Zjednoczonych został zatrudniony w swojej macierzystej uczelni jako asystent komparatystyki. W 1923 obronił pracę doktorską The gest of Alexander: Two middle English alliterative fragments, Alexander A and Alexander B, translated from a J2-recension of the Historia de Preliis.. Na Harvardzie spędził swoje całe życie zawodowe. Od 1937 roku zajmował stanowisko profesora literatury. Przeszedł na emeryturę w 1961 roku. Za swoje badania nad kulturą i literaturą fińska w 1964 roku został odznaczony Orderem Lwa Finlandii.

## Książki autorstwa Francisa Magouna
- History of football from the beginnings to 1871. 1938. ISBN 0-384-35060-7
- Old-English anthology: translations of Old-English prose and verse 1950.
- Walter of Aquitaine; materials for the study of his legend. 1950.
- Graded Finnish reader. 1957.
- Chaucer gazetteer. 1961.
- Kalevala, or Poems of the Kaleva District. 1963. ISBN 0-674-50000-8
- The Old Kalevala and Certain Antecedents. 1969. ISBN 0-674-63235-4